# Voleibol nos Jogos Asiáticos
O voleibol masculino é disputado nos Jogos Asiáticos desde a edição de 1958, realizada em Tóquio, no Japão. Contudo, a variante feminina só foi introduzida nos Jogos de 1962, que aconteceram em Jacarta, na Indonésia.